# Lupane (Stoffgruppe)
Die Lupane sind eine Stoffgruppe von Triterpenen mit einer pentacyclischen Struktur. Wie alle Triterpene sind die Lupane aus sechs Isopreneinheiten aufgebaut und haben daher in der Regel 30 Kohlenstoffatome. Lupane haben eine Struktur aus vier Sechsringen und einem Fünfring. Der Grundkörper Lupan C30H52 (CAS-Nummer 464-99-3) hat Methylgruppen in den Stellungen 4, 4, 8, 10, 14 und 17 sowie einen Isopropylrest in Stellung 19.
Strukturformeln wichtiger Lupane
- Betulin C30H50O2
- Betulinsäure C30H48O3
- Lupeol C30H50O

Betulin C_{30}H_{50}O_{2}
Betulinsäure C_{30}H_{48}O_{3}
Lupeol C_{30}H_{50}O

Das Lupan-Grundgerüst basiert auf dem des Baccharans; Lupane gehören daher zur Triterpen-Untergruppe des Baccharantyps.
Strukturformeln von Lupan und Baccharan

Lupan C30H52
Baccharan

## Historisches
Johann Tobias Lowitz isolierte Betulin aus Birkenrinde; er veröffentlichte seine Untersuchung 1788. Die Entdeckung des Lupeols wurde 1891 durch Arthur Likiernik bekanntgegeben; er hatte es während seiner Doktorarbeit bei Ernst Schulze aus gelben Lupinen (Lupinus luteus) isoliert und nach diesem Ursprung benannt. Später fand Schulze Lupeol auch in weißen Lupinen (Lupinus albus).
1971 wurde eine Totalsynthese von Lupeol publiziert.

## Vorkommen und Isolierung

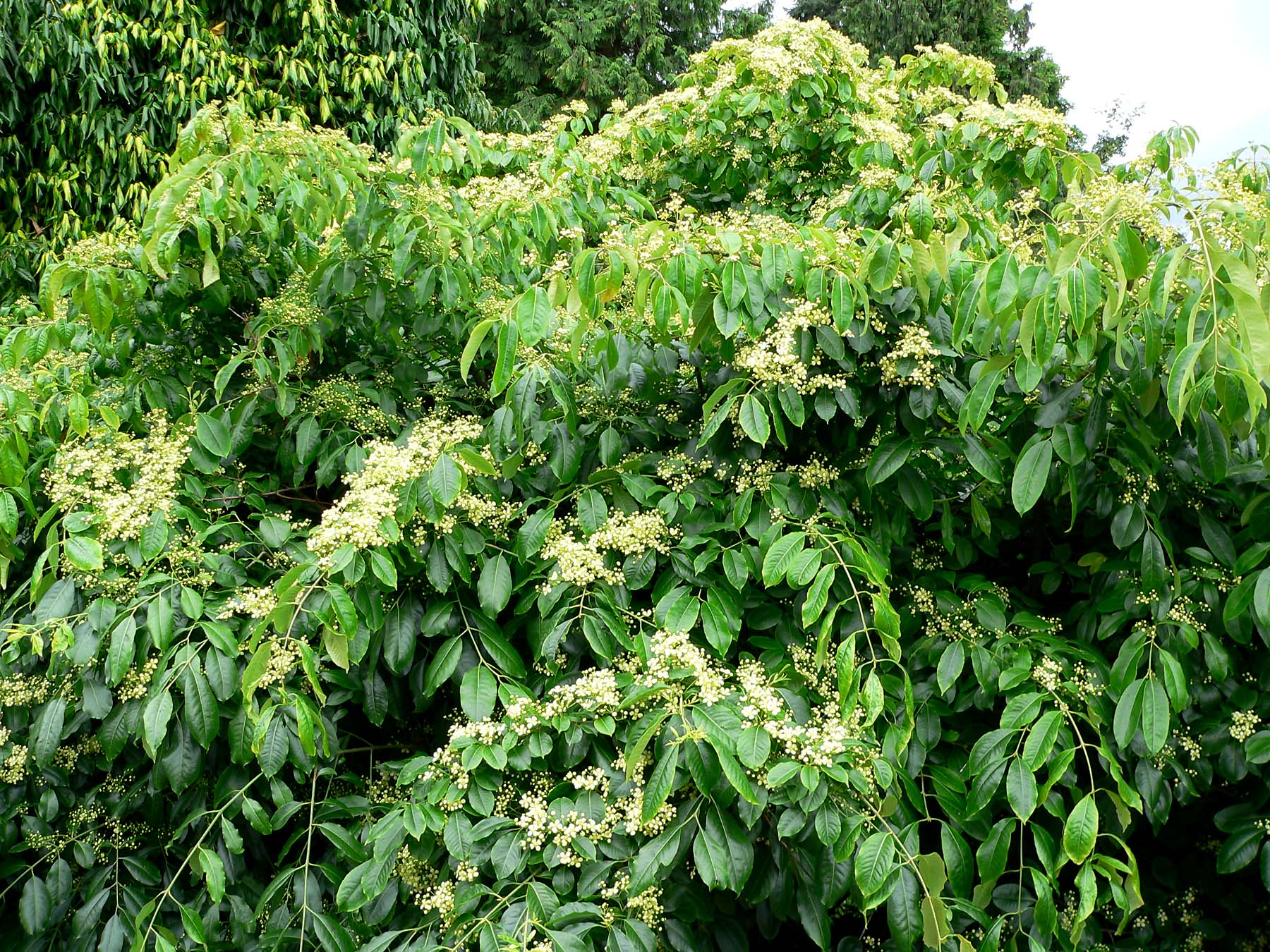
Die zu den Spindelsträuchern gehörenden Pflanzen der Art Euonymus carnosus sind eine ergiebige Quelle für verschiedene Lupane

Betulin  bildet bis zu 30 % der Trockensubstanz der Rinde der Hänge-Birke Betula verrucosa und kann daraus leicht durch Extraktion mit Chloroform gewonnen werden. Lupeol kommt in Früchten, beispielsweise Mango oder Erdbeeren, und in Gemüse vor.

## Verwendung und mögliche Anwendungen
Das Betulin-haltige Medikament Episalvan hat eine europäische Zulassung für die Behandlung von dermalen Wunden bei Erwachsenen. Betulin wird in als emulgierender Zusatz von Haarwaschmitteln genutzt.
Es gibt eine Reihe von Hinweisen, dass Lupane, insbesondere Betulin, Betulinsäure und Lupeol, vorbeugende und heilende Wirkungen gegen Krebserkrankungen haben können.

## Verwandte Stoffgruppen
Die Hopanoide haben bei den vier Sechsringen die gleiche Struktur wie die Lupane, unterscheiden sich aber beim Substitutionsmuster am Fünfring. Weitere Untergruppen der Triterpene sind die Oleanane und die Ursane.